# بخش مرکزی شهرستان جرقویه
بخش مرکزی یکی از بخش‌های شهرستان جرقویه در استان اصفهان ایران است.مرکز این بخش، شهر نیک‌آباد است.

## تقسیمات کشوری
- بخش مرکزی شهرستان جرقویه
  - دهستان جرقویه وسطی
  - دهستان جرقویه سفلی

شهرها: نیک‌آباد، نصرآباد، محمدآباد

## جمعیت
براساس سرشماری عمومی نفوس و مسکن در سال ۱۳۹۵، جمعیت بخش مرکزی شهرستان جرقویه برابر با ۲۲٬۸۹۱ نفر بوده‌است.